# Vincenzo Montella
Pour les articles homonymes, voir Montella (homonymie).
Vincenzo Montella, né le 18 juin 1974 à Pomigliano d'Arco (Italie), est un footballeur international italien, reconverti en entraîneur.

## Biographie

### Carrière de joueur
Il joue son premier match en tant que professionnel le 8 septembre 1996 pour la Sampdoria de Gênes. En 1999, Montella est transféré de la Sampdoria à la Roma pour la somme de cinquante milliards de lires italiennes (24.4 M€). Dès son arrivée, il a eu une petite altercation avec Gabriel Batistuta quand ce dernier est arrivé à la Roma. En effet, Batistuta voulait accaparer le numéro 9 qui était le numéro de Montella mais Montella n'a pas voulu lui donner et a gardé son numéro 9. Pour finir Batistuta a porté le numéro 18. 
Il est le détenteur du plus grand nombre de buts inscrits en un match lors du derby romain : le fameux 10 mars 2002, la Roma s'était imposée 5-1 contre la Lazio et Vincenzo Montella, avait été auteur ce jour-là, d'un quadruplé (record à battre dans l'histoire du derby).
Le 27 mars 2002, Montella réalisa un doublé face à l'Angleterre où l'Italie s'imposa 2-1, Montella rentré en cours de partie, égalisa à la 67e minute répondant à Robbie Fowler (63e minute) et donna la victoire à la Squadra Azzurra dans les arrêts de jeu sur penalty et s'assurant en même temps une place pour la Coupe du monde au Japon et en Corée du Sud. Lors du 3e match de poule du groupe G de la Coupe du monde 2002, l'Italie était menée 1-0 par le Mexique à quelques minutes de la fin du match lorsque Montella délivra une passe décisive à Alessandro Del Piero qui égalisa d'une tête plongeante (à la suite d'une touche italienne, Montella adressa un centre en demi-volée, du gauche, dos au but, marquée de très près par un joueur mexicain, à Del Piero a la 84e minute du match) score de 1-1 qui qualifia l'Italie pour les huitièmes de finale, 2e du groupe derrière le Mexique. 
Vers les années 2001 à 2003, Montella a eu des offres de la Juventus, AC Milan et l'Inter Milan, mais aussi d'autre clubs étrangers comme Bayern Munich, Chelsea, Real Madrid et Liverpool. Montella les a toutes refusées pour rester dans son club de l'AS Rome. Son prix était de 30 à 40 millions.
Vincenzo a quitté la Roma en janvier 2007 pour un prêt de 6 mois à Fulham. En 2007, il est prêté à la Sampdoria de Gênes où il a réalisé un bon début de saison avec un but contre Sienne en championnat, et le but de la qualification en coupe UEFA contre le Hadjuk de Split. Après une année à la Sampdoria marquée par les blessures, et par un bon retour en fin de championnat (un but contre la Juventus notamment), Vincenzo est retourné à la Roma pour la saison 2008/2009. Il se contentera d'un rôle de remplaçant au cours de cette saison. Il joua néanmoins le huitième de finale de Ligue des Champions, réussissant son tir au but. Son équipe est cependant éliminée contre les Anglais d'Arsenal. 
Le 2 juillet 2009, il annonce la fin de sa carrière, après 314 buts en matches officiels entre coupes et championnats. Il est alors le 3e meilleur buteur de la Serie A en activité, derrière son coéquipier et ami Francesco Totti (1er) et Alessandro Del Piero (2e). Il intègre immédiatement le staff technique de l'AS Rome, dans l'encadrement des jeunes.

### Carrière d'entraîneur
Montella prend en charge l'équipe des giovanissimi (U-15) de l'AS Roma avec lesquels il gagnera tous ses matchs (26 victoires en 26 matchs) en pratiquant un football offensif et spectaculaire, pour que les jeunes prennent du plaisir à jouer d'après ses dires[réf. nécessaire].
Le 21 février 2011, il est nommé entraîneur de l'AS Rome, à la suite de la démission de Claudio Ranieri. 
Il remporte son premier match à la tête de l'équipe le 23 février 2011 (2 jours après son 1er entrainement) 1-0, face au Bologne FC 1909 à l'extérieur pour le match en retard de la 22e journée de Serie A alors qu'il ne restait que 73 minutes à jouer. 
En effet, le match Bologne FC - AS Roma comptant pour la 22e journée de Serie A a commencé le 30 janvier 2011 quand Claudio Ranieri était encore entraîneur de l'équipe, le match a été arrêté au bout de 17 minutes de jeu pour terrain impraticable. La neige qui tombait abondamment sur Bologne avait empêché le jeu de se poursuivre. 
Le 9 juin 2011, Montella signe au Calcio Catane dans le but de faire belle figure dans le championnat. Il fera plus que cela, faisant du club l'une des équipes à la lutte pour les places européennes. À la fin de la saison, le club terminera à la 11e place. Le jeu pratiqué par l'équipe sicilienne en fait l'un des entraîneurs en vue de la Serie A et suscite la convoitise de nombreux clubs. Le 4 juin, il rompt officiellement son contrat avec l'équipe sicilienne.
Il signe avec la Fiorentina pour deux ans avec un an supplémentaire en option. Dans les deux saisons successives, son équipe se qualifie pour une place dans la Ligue Europa. Le 8 juin 2015, il est démis de ses fonctions. 
En novembre 2015, il est nommé entraineur de l'UC Sampdoria. Il quitte ses fonctions à l'issue de la saison et est nommé entraîneur de l'AC Milan le 28 juin 2016.
Il est limogé du club milanais le 27 novembre 2017 pour des résultats jugés insuffisants par ses dirigeants, le club n'étant que 7ème de Serie A au bout de la quatorzième journée, alors qu'à la même période, le club était 3ème lors de la saison précédente, malgré un recrutement estival pléthorique.
Le 28 décembre 2017, il rejoint le Séville FC. À la suite de mauvais résultats, il est licencié le 28 avril 2018.
Le 10 avril 2019, il est nommé entraîneur de l'ACF Fiorentina. Il est démis de ses fonctions le 21 décembre 2019 après une défaite 1-4 contre l'AS Rome et après n’avoir remporté que 4 matchs sur 24 disputés en championnat.
Après avoir entraîné le club turc d'Adana Demirspor entre 2021 et 2023, Montella devient sélectionneur de la Turquie en septembre 2023 en remplacement de Stefan Kuntz.

## Curiosités
- Lors de sa première saison en Serie A avec la Sampdoria de Gênes il a signé le total de buts le plus important pour un joueur débutant italien en Série A.
- Il a inscrit 8 buts au cours des derbys opposant la Lazio à la Roma.
- Lors du titre de 2001 contre Parme, il inscrit un but plein d'opportunisme dans le match de la peur, le match qui amena le scudetto aux Romains 18 ans après le précédent.
- En équipe nationale, il ne compte qu'une vingtaine de sélections, la dernière remontant à début 2005. Cependant il a été convoqué presque 40 fois par les différents sélectionneurs.
- Afin de montrer son amour pour la Roma, Vincenzo a été le seul joueur avec Christian Panucci et Francesco Totti à baisser son salaire afin de répondre aux difficultés financières du club[8].
- Le joueur de football italien Antonio Di Natale a déclaré que son "idole" en tant que joueur était Vincenzo Montella et qu'il aimerait le dépasser en nombre du but en Serie A, ce que l'attaquant de l'Udinese est parvenu à faire lors de la saison 2011-2012.

## Statistiques

### Statistiques de joueur
| Saison                | Club                  | Championnat           | Championnat | Championnat | Championnat | Coupe nationale | Coupe nationale | Coupe nationale | Coupe de la Ligue | Coupe de la Ligue | Coupe de la Ligue | Supercoupe | Supercoupe | Supercoupe | Compétition(s) continentale(s) | Compétition(s) continentale(s) | Compétition(s) continentale(s) | Compétition(s) continentale(s) | Coupe anglo-italienne | Coupe anglo-italienne | Coupe anglo-italienne | Italie | Italie | Italie | Total | Total | Total |
| Saison                | Club                  | Division              | M.          | B.          | P.d.        | M.              | B.              | P.d.            | M.                | B.                | P.d.              | M.         | B.         | P.d.       | Comp.                          | M.                             | B.                             | P.d.                           | M.                    | B.                    | P.d.                  | M.     | B.     | P.d.   | M.    | B.    | P.d.  |
| 1990-1991             | Empoli FC             | Serie C1              | 1           | 0           | -           | -               | -               | -               | -                 | -                 | -                 | -          | -          | -          | -                              | -                              | -                              | -                              | -                     | -                     | -                     | -      | -      | -      | 1     | 0     | 0     |
| 1991-1992             | Empoli FC             | Serie C1              | 7           | 4           | -           | -               | -               | -               | -                 | -                 | -                 | -          | -          | -          | -                              | -                              | -                              | -                              | -                     | -                     | -                     | -      | -      | -      | 7     | 4     | 0     |
| 1992-1993             | Empoli FC             | Serie C1              | 13          | 6           | -           | -               | -               | -               | -                 | -                 | -                 | -          | -          | -          | -                              | -                              | -                              | -                              | -                     | -                     | -                     | -      | -      | -      | 13    | 6     | 0     |
| 1993-1994             | Empoli FC             | Serie C1              | -           | -           | -           | -               | -               | -               | -                 | -                 | -                 | -          | -          | -          | -                              | -                              | -                              | -                              | -                     | -                     | -                     | -      | -      | -      | 0     | 0     | 0     |
| 1994-1995             | Empoli FC             | Serie C1              | 30          | 17          | -           | -               | -               | -               | -                 | -                 | -                 | -          | -          | -          | -                              | -                              | -                              | -                              | -                     | -                     | -                     | -      | -      | -      | 30    | 17    | 0     |
| Sous-total            | Sous-total            | Sous-total            | 51          | 27          | -           | -               | -               | -               | -                 | -                 | -                 | -          | -          | -          | -                              | -                              | -                              | -                              | -                     | -                     | -                     | -      | -      | -      | 51    | 27    | 0     |
| 1995-1996             | Genoa CFC             | Serie B               | 34          | 21          | -           | 1               | 2               | -               | -                 | -                 | -                 | -          | -          | -          | -                              | -                              | -                              | -                              | 5                     | 5                     | -                     | -      | -      | -      | 40    | 28    | 0     |
| Sous-total            | Sous-total            | Sous-total            | 51          | 27          | -           | 1               | 2               | -               | -                 | -                 | -                 | -          | -          | -          | -                              | -                              | -                              | -                              | 5                     | 5                     | -                     | -      | -      | -      | 57    | 34    | 0     |
| 1996-1997             | UC Sampdoria          | Serie A               | 28          | 22          | -           | 2               | 2               | -               | -                 | -                 | -                 | -          | -          | -          | -                              | -                              | -                              | -                              | -                     | -                     | -                     | -      | -      | -      | 30    | 24    | 0     |
| 1997-1998             | UC Sampdoria          | Serie A               | 33          | 20          | -           | 4               | 1               | -               | -                 | -                 | -                 | -          | -          | -          | C3                             | 2                              | 0                              | -                              | -                     | -                     | -                     | -      | -      | -      | 39    | 21    | 0     |
| 1998-1999             | UC Sampdoria          | Serie A               | 22          | 12          | 5           | 1               | 1               | -               | -                 | -                 | -                 | -          | -          | -          | C4                             | 6                              | 3                              | 1                              | -                     | -                     | -                     | 1      | 0      | 0      | 30    | 16    | 6     |
| Sous-total            | Sous-total            | Sous-total            | 83          | 54          | 5           | 7               | 4               | -               | -                 | -                 | -                 | -          | -          | -          | -                              | 8                              | 3                              | 1                              | -                     | -                     | -                     | 1      | 0      | 0      | 99    | 61    | 6     |
| 1999-2000             | AS Rome               | Serie A               | 31          | 18          | 6           | 1               | 0               | 1               | -                 | -                 | -                 | -          | -          | -          | C3                             | 7                              | 3                              | 1                              | -                     | -                     | -                     | 5      | 0      | 1      | 44    | 21    | 9     |
| 2000-2001             | AS Rome               | Serie A               | 28          | 13          | 2           | 2               | 2               | -               | -                 | -                 | -                 | -          | -          | -          | C3                             | 7                              | 4                              | 1                              | -                     | -                     | -                     | 5      | 1      | 1      | 42    | 20    | 4     |
| 2001-2002             | AS Rome               | Serie A               | 19          | 13          | 5           | -               | -               | -               | -                 | -                 | -                 | 1          | 1          | -          | C1                             | 6                              | 1                              | 0                              | -                     | -                     | -                     | 4      | 2      | 1      | 30    | 17    | 6     |
| 2002-2003             | AS Rome               | Serie A               | 29          | 9           | 2           | 5               | 2               | -               | -                 | -                 | -                 | -          | -          | -          | C1                             | 11                             | 0                              | 0                              | -                     | -                     | -                     | 3      | 0      | 0      | 48    | 11    | 2     |
| 2003-2004             | AS Rome               | Serie A               | 11          | 5           | 1           | -               | -               | -               | -                 | -                 | -                 | -          | -          | -          | C3                             | 3                              | 0                              | 0                              | -                     | -                     | -                     | -      | -      | -      | 14    | 5     | 1     |
| 2004-2005             | AS Rome               | Serie A               | 37          | 21          | 6           | 6               | 2               | -               | -                 | -                 | -                 | -          | -          | -          | C1                             | 3                              | 1                              | 0                              | -                     | -                     | -                     | 2      | 0      | 0      | 48    | 24    | 6     |
| 2005-2006             | AS Rome               | Serie A               | 13          | 1           | 3           | -               | -               | -               | -                 | -                 | -                 | -          | -          | -          | C3                             | 3                              | 0                              | 2                              | -                     | -                     | -                     | -      | -      | -      | 16    | 1     | 5     |
| 2006-2007             | AS Rome               | Serie A               | 12          | 3           | 0           | 3               | 3               | -               | -                 | -                 | -                 | -          | -          | -          | -                              | -                              | -                              | -                              | -                     | -                     | -                     | -      | -      | -      | 15    | 6     | 0     |
| 2008-2009             | AS Rome               | Serie A               | 12          | 0           | 1           | 1               | 0               | -               | -                 | -                 | -                 | -          | -          | -          | C1                             | 2                              | 0                              | 0                              | -                     | -                     | -                     | -      | -      | -      | 15    | 0     | 1     |
| Sous-total            | Sous-total            | Sous-total            | 192         | 83          | 26          | 18              | 8               | 1               | -                 | -                 | -                 | 1          | 1          | -          | -                              | 42                             | 11                             | 4                              | -                     | -                     | -                     | 19     | 3      | 3      | 272   | 106   | 34    |
| 2006-2007             | Fulham FC (prêt)      | Premier League        | 10          | 2           | 0           | 4               | 3               | 1               | 0                 | 0                 | 0                 | -          | -          | -          | -                              | -                              | -                              | -                              | -                     | -                     | -                     | -      | -      | -      | 14    | 5     | 1     |
| Sous-total            | Sous-total            | Sous-total            | 10          | 2           | 0           | 4               | 3               | 1               | 0                 | 0                 | 0                 | -          | -          | -          | -                              | -                              | -                              | -                              | -                     | -                     | -                     | -      | -      | -      | 14    | 5     | 1     |
| 2007-2008             | UC Sampdoria (prêt)   | Serie A               | 13          | 4           | 2           | -               | -               | -               | -                 | -                 | -                 | -          | -          | -          | C4+C3                          | 1+4                            | 0+1                            | 0                              | -                     | -                     | -                     | -      | -      | -      | 18    | 5     | 2     |
| Sous-total            | Sous-total            | Sous-total            | 13          | 4           | 2           | -               | -               | -               | -                 | -                 | -                 | -          | -          | -          | -                              | 5                              | 1                              | 0                              | -                     | -                     | -                     | -      | -      | -      | 18    | 5     | 2     |
| Total sur la carrière | Total sur la carrière | Total sur la carrière | 385         | 191         | 33          | 30              | 17              | 2               | -                 | -                 | -                 | 1          | 1          | -          | -                              | 53                             | 15                             | 5                              | 5                     | 5                     | -                     | 20     | 3      | 3      | 494   | 232   | 43    |

#### Buts internationaux
| 0   | Date          | Lieu                               | Compétition  | Résultat | Adversaire     | Détail | Détail             | Détail | Sél. |
| --- | ------------- | ---------------------------------- | ------------ | -------- | -------------- | ------ | ------------------ | ------ | ---- |
| 1er | 25 avril 2001 | Stade Renato-Curi, Pérouse, Italie | Match amical | V 1-0    | Afrique du Sud | 54e    | du pied gauche     | 1-0    | 10e  |
| 2e  | 27 mars 2002  | Elland Road, Leeds, Royaume-Uni    | Match amical | V 1-2    | Angleterre     | 67e    | du pied gauche     | 1-1    | 12e  |
| 3e  | 27 mars 2002  | Elland Road, Leeds, Royaume-Uni    | Match amical | V 1-2    | Angleterre     | 90+2e  | s.p du pied gauche | 1-2    | 12e  |

### Statistiques d'entraîneur
Mis à jour le 27 février 2022.
| AS Rome         | 21 février 2011    | 7 juin 2011      | 16  | 7   | 4  | 5   | 22  | 21  | +1  | 43,75 |
| Calcio Catane   | 9 juin 2011        | 4 juin 2012      | 40  | 12  | 15 | 13  | 51  | 56  | -5  | 30,00 |
| ACF Fiorentina  | 11 juin 2012       | 8 juin 2015      | 153 | 80  | 32 | 40  | 258 | 167 | +91 | 52,63 |
| UC Sampdoria    | 15 novembre 2015   | 28 juin 2016     | 27  | 6   | 6  | 15  | 29  | 44  | -15 | 22,22 |
| AC Milan        | 28 juin 2016       | 27 novembre 2017 | 69  | 35  | 13 | 21  | 74  | 101 | -31 | 50,72 |
| Séville FC      | 28 décembre 2017   | 28 avril 2018    | 26  | 11  | 6  | 9   | 36  | 44  | -8  | 42,30 |
| ACF Fiorentina  | 10 avril 2019      | 21 décembre 2019 | 27  | 6   | 7  | 14  |     |     |     | 22,22 |
| Adana Demirspor | 1er septembre 2021 |                  | 33  | 17  | 8  | 8   |     |     |     | 51,52 |
| Total           | Total              | Total            | 391 | 174 | 91 | 125 |     |     |     | 44,50 |

## Palmarès

### Palmarès de joueur

#### En club
| Empoli FC (1)                                             | Genoa CFC (1)                                          | AS Rome (2)                                                                                     |
| --------------------------------------------------------- | ------------------------------------------------------ | ----------------------------------------------------------------------------------------------- |
| - Coupe d'Italie Primavera (1) : - Vainqueur en 1992 (it) | - Coupe anglo-italienne (1) : - Vainqueur en 1996 (en) | - Championnat d'Italie (1) : - Champion en 2001 - Supercoupe d'Italie (1) : - Vainqueur en 2001 |

### Palmarès d'entraîneur

#### En club
| AC Milan (1)                                    |
| ----------------------------------------------- |
| - Supercoupe d'Italie (1) : - Vainqueur en 2016 |